# Polskie Towarzystwo „Oświata” w Mińsku
Polskie Towarzystwo „Oświata” w Mińsku (znane także pod nazwą: Towarzystwo „Oświata” i „Oświata”) – polska organizacja społeczna założona w 1905 roku, działająca w Mińsku i na terenie guberni mińskiej Imperium Rosyjskiego. Do 1907 roku jej działalność odbywała się w konspiracji, w latach 1907–1909 legalnie, następnie ponownie w konspiracji. Towarzystwo miało za cel edukowanie mieszkańców Mińszczyzny, zwłaszcza dzieci, w duchu polskości, a także rozpowszechnianie na tych ziemiach polskiej kultury, języka i umacnianie świadomości narodowej. Organizacja była prześladowana, a w okresie legalnej działalności traktowana z niechęcią przez władze rosyjskie, ponieważ umacnianie polskości na ziemiach zabranych było sprzeczne z realizowaną przez administrację państwową strategią rusyfikacji i asymilacji.

## Polacy w Mińsku i na Mińszczyźnie
Na przełomie XIX i XX wieku ludność polskojęzyczna i/lub deklarująca narodowość polską stanowiła istotną mniejszość w Mińsku i na Mińszczyźnie. Według zorganizowanego w 1897 roku spisu ludności w Imperium Rosyjskim, w mieście Mińsku ludzie uważający język polski za ojczysty stanowili 11,4% mieszkańców, będąc trzecią co do liczebności grupą językową po posługujących się jidysz (51,2%) i rosyjskim (25,5%). Na terenie całej guberni mińskiej według tego samego spisu ludzie uważający język polski za ojczysty stanowili 3% ludności, ustępując białoruskiemu (76%), jidysz (16%) i rosyjskiemu (3,9%). W liczbach bezwzględnych według spisu w Mińsku mieszkało 10 369 osób polskojęzycznych, w guberni mińskiej − 64 617. Według przeprowadzonego w grudniu 1919 roku spisu powszechnego na ziemiach administrowanych przez Zarząd Cywilny Ziem Wschodnich (tymczasową polską administrację funkcjonującą w czasie wojny polsko-bolszewickiej), w Mińsku Polacy stanowili 18,3% mieszkańców, będąc trzecią grupą narodową po Żydach (44,9%) i Białorusinach (22,9%). Na terenie całego okręgu mińskiego według tego samego spisu Polacy stanowili 14,6% ludności, ustępując tylko Białorusinom (64,5%). W liczbach bezwzględnych w Mińsku mieszkało 18 713 Polaków, w okręgu mińskim − 159 706.

## Okoliczności powstania

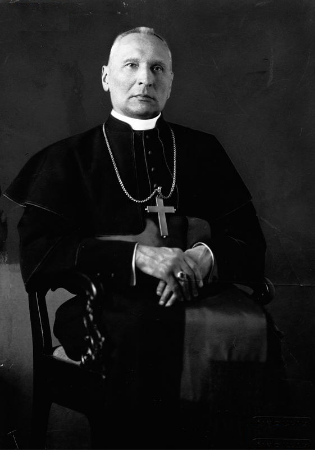
Ksiądz Kazimierz Mikołaj Michalkiewicz – prezes „Oświaty” w latach 1907–1908

12 grudnia 1904 roku, wraz z nastaniem w Imperium Rosyjskim tzw. „wolnościowych czasów”, wydany został carski ukaz znoszący częściowo ograniczenia dotyczące nauki języka polskiego. Zezwalał on na wykładanie go w rosyjskich szkołach elementarnych i średnich jako przedmiot nadobowiązkowy, prowadzony poza godzinami obowiązkowej nauki, za dodatkową wysoką opłatą. Była ona tym wyższa, im mniej rodziców wyraziło chęć posyłania dzieci na takie zajęcia. Tego rodzaju warunki nie zaspokajały potrzeb oświatowych zamieszkującej gubernię mińską społeczności polskiej. Oczekiwała ona bowiem nie tylko nauki języka ojczystego przez ich dzieci, ale także wychowania w polskim duchu patriotycznym. Starano się zatem utworzyć placówki oświatowe o czysto polskim charakterze.
W połowie 1905 roku powołano do życia nielegalne Polskie Towarzystwo „Oświata” w Mińsku. Jego założycielami byli: ksiądz Kazimierz Mikołaj Michalkiewicz, Jan Offenberg, Michalina Łęska i Mieczysław Porowski. Działalność Towarzystwa polegała głównie na koordynowaniu i rozszerzaniu polskiego tajnego nauczania, które według raportów carskiej policji było na terenie guberni mińskiej szeroko rozpowszechnione. 4 marca 1906 roku wydany został ukaz ułatwiający zakładanie organizacji społecznych. W związku z tym polscy działacze oświatowi w Mińsku podjęli decyzję o przystąpieniu do działalności jawnej, która ich zdaniem mogła przynieść znacznie lepsze rezultaty. Polskie Towarzystwo „Oświata” w Mińsku zostało oficjalnie zarejestrowane przez władze rosyjskie 11 stycznia 1907 roku. 12 marca miało miejsce zebranie założycielskie, na którym według świadków wydarzeń panowało ogólne podniecenie i zapał do pracy. Uchwalono na nim statut organizacji i wybrano pierwszy zarząd. W jego skład weszli: prezes – ksiądz Kazimierz Mikołaj Michalkiewicz, wiceprezes – lekarz Jan Offenberg, sekretarz – lekarz Czesław Grabowiecki, skarbnik – adwokat Zygmunt Węcławowicz. Po tym, jak w 1908 roku ksiądz Michalkiewicz opuścił Mińsk, stanowisko prezesa pozostawało nieobsadzone, a jego obowiązki pełnił ówczesny wiceprezes Mieczysław Porowski. W skład Rady Towarzystwa wchodzili także księża: Kazimierz Bukraba, Adam Lisowski i I. Krukowski.

## Program
Zgodnie ze Statutem, program organizacji zakładał dążenie do umysłowego i moralnego podniesienia wszystkich warstw społeczeństwa polskiego guberni mińskiej. Jego realizacja miała odbywać się poprzez wszechstronną działalność kulturalną i oświatową, m.in. poprzez otwieranie polskich szkół, prowadzenie biblioteki, organizowanie odczytów i kolonii letnich dla dzieci. W praktyce jednak zamiar otwierania polskich szkół nie mógł być realizowany, ponieważ wymagało to każdorazowej zgody władz rosyjskich. Przez cały okres legalnego działania Towarzystwa rosyjscy urzędnicy nie wyrazili ani razu zgody na otwarcie polskiej szkoły na terenie Mińszczyzny i na innych terytoriach dawnej Rzeczypospolitej na wschód od Mińska.

## Struktura i działalność

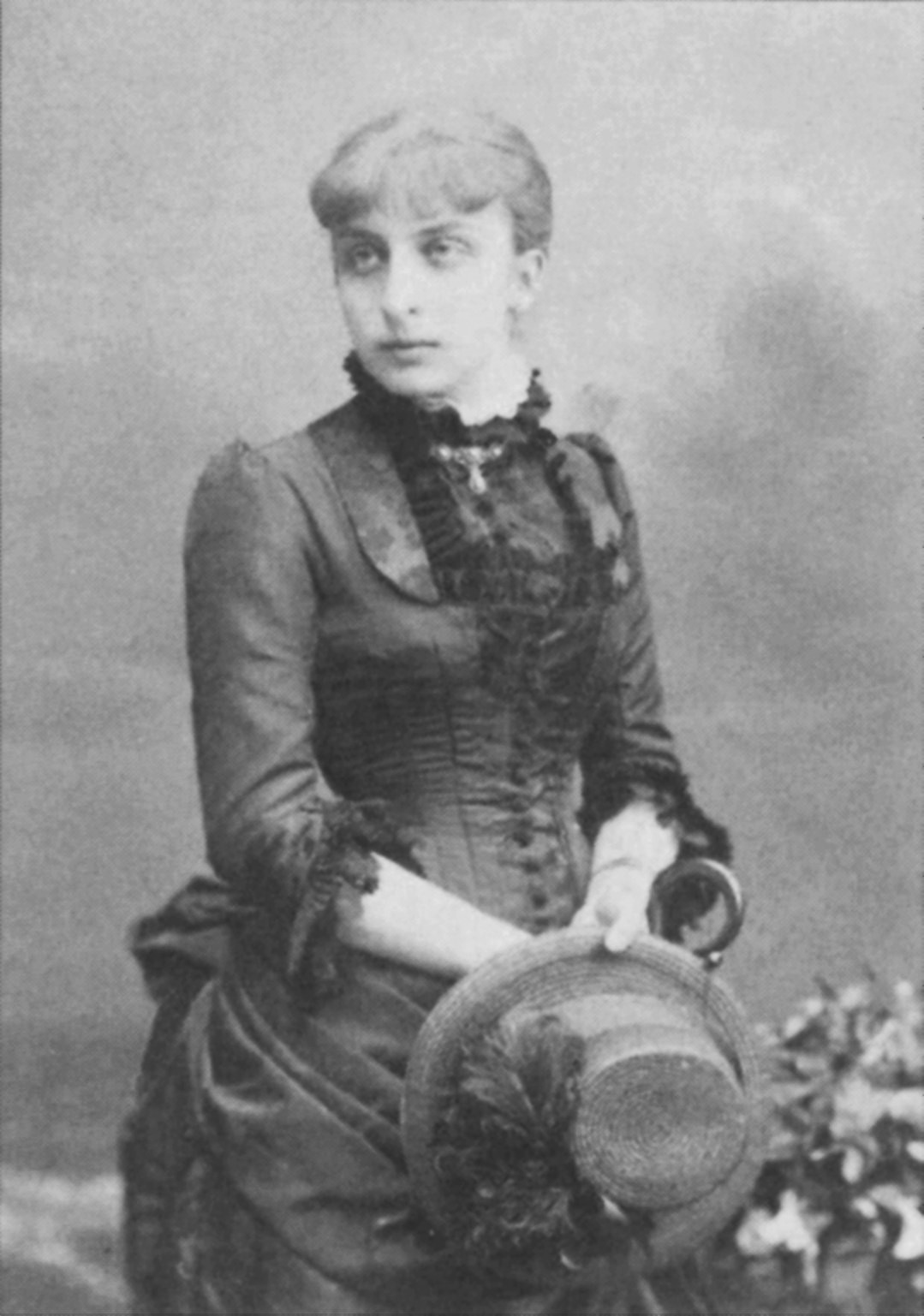
Jadwiga Kostrowicka – inicjatorka m.in. prowadzenia kolonii dziecięcych „Oświaty” w Sawiczach

Towarzystwo posiadało główną siedzibę w Mińsku oraz pięć kół prowincjonalnych: w Mozyrzu, Pińsku, Uździe, Nowogródku i Rakowie. Podzielone było na sekcje zajmujące się poszczególnymi zakresami działalności: nauczania elementarnego, kształcenia dorosłych analfabetów, seminarium nauczycielskiego, kolonii letnich, odczytową, biblioteki i wypożyczalni książek, a także finansową.
- Sekcja nauczania elementarnego zajmowała się nauczaniem dzieci na tajnych kompletach. Była to działalność nielegalna. Nauka dzieci miała charakter skoordynowany i odbywała się na podstawie jednolitego programu dydaktycznego. Ze względu na warunki konspiracji, nie jest znany jej dokładny zasięg. Zdaniem Mieczysława Porowskiego, w samym Mińsku uczyło się jednorazowo w 32 grupach ok. pół tysiąca dzieci. W początkowym okresie istnienia Towarzystwa praca ta była niezbyt intensywnie ścigana przez władze[6]. W 1911 roku, w warunkach wzrostu skuteczności zwalczania przez policję, liczba uczniów zmniejszyła się, np. w Mińsku do ok. 400[8].
- Sekcja kształcenia dorosłych analfabetów uczyła niepiśmiennych dorosłych umiejętności czytania i pisania, a także wdrażała ich do pracy społecznej. W Mińsku uczyło się z jej pomocą 180 osób, głównie rzemieślników[6].
- Sekcja seminarium nauczycielskiego zajmowała się przygotowywaniem nauczycielek do pracy oświatowej wśród ludu. Działalność ta miała duże znaczenie, ponieważ rozszerzenie akcji oświatowej wywołało znaczne zapotrzebowanie na nauczycielki ludowe, a jednocześnie niewiele kandydatek miało do tego odpowiednie kwalifikacje, zwłaszcza w kwestii dobrej znajomości języka polskiego. Sekcja miała zatem za zadanie prowadzić szybkie kursy dokształcające. Od początku do końca istnienia działała ona nielegalnie. Kierowały nią Michalina Łęska i Anna Czekotowska. Pierwotnie były to otwarte w Mińsku w grudniu 1905 roku sześciomiesięczne kursy dla nauczycielek ludowych. Wkrótce opiekę nad nimi przejęło nielegalne wówczas Polskie Towarzystwo „Oświata” w Mińsku, stopniowo przekształcając je w seminarium nauczycielskie. Miało ono dwa oddziały – ukończenie wyższego dawało tytuł nauczycielki ludowej, natomiast niższego – tzw. ludówki. Najbardziej zaangażowaną w to przedsięwzięcie osobą była Michalina Łęska, która zajmowała się sprawami organizacyjnymi seminarium, prowadziła zajęcia i pomagała słabszym uczennicom. Na kursach nauczycielskich wykładano zarówno przedmioty związane ściśle z propagowaniem polskości (język polski, historię i literaturę polską, religię katolicką), jak też z innych dziedzin: przyrodę, arytmetykę, śpiew, gry dziecięce, pedagogikę i metodykę. Zapoznawano się także z wydawnictwami ludowymi. W specyficzny sposób traktowano natomiast kwestie białoruskie i rosyjskie. Choć nauczano języków białoruskiego i rosyjskiego, jednak nie wspierano białoruskiego ruchu narodowego. Nauczycielki wyrażające opinie, że szkoły powinny być bezwyznaniowe lub prowadzone w języku białoruskim, były odsuwane od pracy. Seminarium zakończyło działalność w 1911 roku w związku z nasileniem walki z nielegalnym polskim szkolnictwem przez rosyjską policję[6].

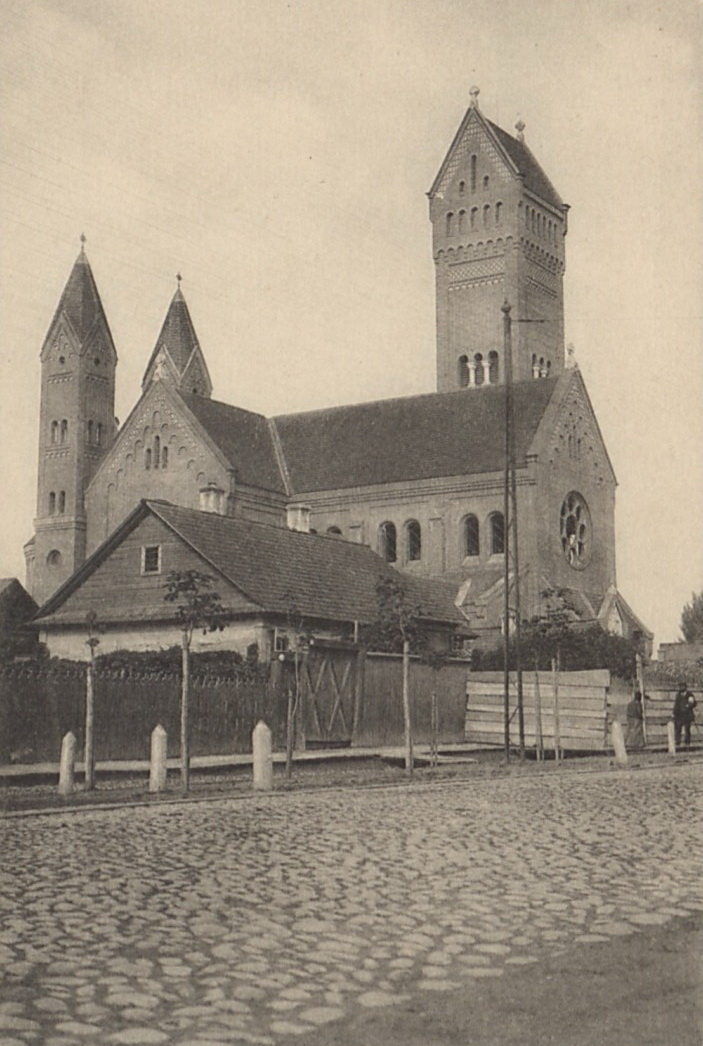
Drewniany budynek plebanii Kościoła św. Szymona i św. Heleny w Mińsku, w którym w 1915 roku mieściła się biblioteka „Oświaty”

- Sekcja kolonii letnich została stworzona z myślą o najbiedniejszych dzieciach z miast, np. z Mińska. Organizowała dla nich kolonie letnie w majątkach ziemian, m.in. w: Sawiczach – Woyniłłowiczów, Ustroniu – Prószyńskich, Naczy – Czarnockich i Ihnatyczach – Jelskich. Ich celem miał być rozwój psychiczny i fizyczny kształconych dzieci[6]. Inicjatorką prowadzenia kolonii w Sawiczach była Jadwiga Kostrowicka, siostra Edwarda Woyniłłowicza[9].
- Sekcja odczytowa miała za zadanie rozpowszechnianie kultury polskiej poprzez prezentację odczytów, wykładów i popularne pogadanki. Działalność rozpoczęła 29 kwietnia 1907 roku. Kierował nią Jan Offenberg, zaś aktywny udział brały koła prowincjonalne „Oświaty”. Np. koło w Pińsku zajmowało się wyłącznie organizacją odczytów o literaturze i słownictwie polskim, co według raportu rosyjskiej policji powodowało wzrost polskiej świadomości narodowej. Imprezy organizowane przez sekcję odczytową cieszyły się dużym zainteresowaniem ze strony publiczności[6].
- Sekcja biblioteki i wypożyczalni książek powstała w wyniku zgody władz rosyjskich 22 grudnia 1907 roku na założenie przez „Oświatę” w Mińsku polskiej biblioteki. Placówka ta została oficjalnie otwarta 4 maja 1908 roku. W momencie uruchomienia posiadała 700 książek, z których większość była darowizną Józefa Tyszkiewicza z Łohojska, pozostała zaś część została zakupiona w księgarni Wacława Leona Makowskiego. Władze rosyjskie, mimo że wydały zgodę na otwarcie tej placówki, konsekwentnie odrzucały podobne prośby z oddziałów prowincjonalnych Towarzystwa. Np. 14 października 1908 roku odrzucono prośbę z koła w Pińsku[10]. W 1915 roku mińska biblioteka mieściła się na plebanii kościoła św. Szymona i św. Heleny. Znalazła się tam z inicjatywy Jadwigi Kostrowickiej[11].
- Sekcja finansowa zajmowała się zbieraniem funduszy na działalność Towarzystwa i pracę oświatową. Pobierane były składki członkowskie, jednak nie były one w stanie zaspokoić potrzeb. Szkolnictwo polskie borykało się z ciągłymi problemami finansowymi, opierając się często na fundamencie z długów i nadziei. Z myślą o zdobyciu innych źródeł finansowania organizowano koncerty, odczyty, doroczne „bale panieńskie”, które cieszyły się zainteresowaniem i przynosiły istotne dochody. „Oświatę” wspierali też darczyńcy. Znaczne darowizny na jej działalność przekazali m.in.: ksiądz Kazimierz Mikołaj Michalkiewicz, Wilhelm Jelski, Marian Obiezierski i Konstanty Prószyński z Ustronia. Towarzystwo ogłaszało swoje dane budżetowe, w tym dane o rozchodach, na potrzeby władz, jednak podawane w nich wartości były często fikcyjne, ponieważ zarząd ukrywał środki wydawane na tajne polskie szkoły[6].

## Projekt czasopisma „Pogoń”

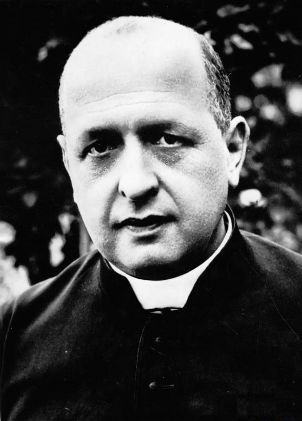
Ksiądz Kazimierz Bukraba – członek Rady „Oświaty”, organizator nielegalnego polskiego nauczania

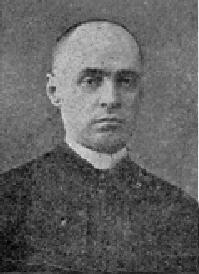
Ksiądz Adam Lisowski – członek Rady „Oświaty”

17 października 1907 Towarzystwo „Oświata” zaprezentowało projekt wydawania w Mińsku polskiego czasopisma pt. „Pogoń”. W zamierzeniu miał to być tygodnik publikujący m.in. teksty o religii, historii, sprawach społecznych i politycznych, literackie i specjalistyczne. Prośbę do władz o zgodę na jego wydawanie wystosował, mając poparcie Towarzystwa, były redaktor odpowiedzialny kijowskiego tygodnika „Kresy” Włodzimierz Dworzaczek. 18 stycznia 1908 roku władze rosyjskie udzieliły pozytywnej odpowiedzi. Pomysł wywołał bardzo duże zainteresowanie wśród polskiej społeczności. Toczono dyskusje, m.in. na łamach polskiej prasy wileńskiej, dotyczące charakteru przyszłego czasopisma. Spierano się, czy „Pogoń” powinna być dziennikiem, czy tygodnikiem dla ludu. Ostatecznie projekt czasopisma, choć przemyślany, nie został zrealizowany. Nie udało się bowiem zgromadzić liczby 4000 prenumeratorów, która gwarantowałaby zwrot kosztów wydawania pisma.

## Warunki pracy nauczycieli
Towarzystwo „Oświata” miało pod swoją opieką sieć nielegalnych polskich szkółek. Do pracy w nich kierowało m.in. absolwentki prowadzonego przez siebie seminarium nauczycielskiego. Warunki ich pracy były ciężkie. Otrzymywały symboliczne wynagrodzenie, wystarczające tylko na przeżycie, w dodatku wstrzymywane na okres wakacji. Szczególnie problematyczne było to na wsi, gdzie ze względu na prace polowe rok szkolny trwał od 1 października do 1 kwietnia, a czasem jeszcze krócej. Często głównym czynnikiem decydującym o kontynuacji pracy oświatowej była wdzięczność i przywiązanie dziatwy.

## Stosunek ludności
Nastawienie rdzennej ludności guberni mińskiej do działalności oświatowej Towarzystwa „Oświata” było z reguły pozytywne. Rodzice chętnie posyłali swoje dzieci do nauki w nielegalnych polskich szkołach, pomimo faktu, że w przypadku wykrycia tego procederu przez rosyjską policję groziła im kara. Sporadycznie zdarzały się jednak przypadki donoszenia władzom na nauczycielki ludowe. Dokonywali tego czasem nawet księża katoliccy i ziemianie, tradycyjnie kojarzeni na tych ziemiach z polskością. Prawdopodobnie kierowała nimi obawa przez represjami lub przed oświeceniem niższych warstw społecznych, co ziemianie mogli postrzegać za niekorzystne dla swoich interesów. Były to jednak pojedyncze przypadki. Bywało też, że chłopi tłumaczyli wysyłanie swoich dzieci do polskich szkół dlatego, że tak chciał pan.
Przeciwko rozwojowi polskiego szkolnictwa protestowały niektóre organizacje rosyjskie, m.in. członkowie tzw. „Czarnej Sotni”. W dniach 28–31 sierpnia 1908 roku w Mińsku odbył się zjazd „bractwa prawosławnego”, na którym przyjęto rezolucję domagającą się zaostrzenia prawa w sprawach karania za tajne nauczanie. Negatywne opinie ukazywały się także na łamach rosyjskiej prasy.

## Stosunek władz rosyjskich
Polskie Towarzystwo „Oświata” w Mińsku od założenia w 1905 roku do rejestracji w 1907 roku prowadziło swoją działalność w konspiracji i nielegalnie. Była ona śledzona przez rosyjskie władze i zwalczana, jednak niezbyt intensywnie. W styczniu 1907 roku Towarzystwo zostało zalegalizowane. Nie oznaczało to jednak, że praca na rzecz wzmacniania polskości będzie tolerowana. Władze wyrażały opinię, że jest ona przeszkodą w asymilowaniu żywiołu polskiego przez rosyjski i w różny sposób utrudniały działalność „Oświaty” i innych podobnych organizacji w zachodniej części Imperium Rosyjskiego. Przeprowadzano ciągłe i szczegółowe kontrole w poszukiwaniu naruszenia statutu, który stanowiłby podstawę do jej zamknięcia. Wiosną 1909 roku miński gubernator ocenił, że zamknięcie „Oświaty” będzie trudne, gdyż nie łamie ona prawa, a jej członkowie nie zakładają na ogół szkółek i oficjalnie ich nie finansują.
W 1909 roku naczelnik policji powiatu mozyrskiego wydał raport, w którym donosił, że miejscowe koło Towarzystwa „Oświata” prowadziło tam nielegalnie 5 szkółek. Stanowiło to podstawę do delegalizacji organizacji. W związku z tym, a także z faktem, że władze rosyjskie zdelegalizowały wcześniej podobne organizacje w Kijowie i Wilnie, walne zgromadzenie mińskiej „Oświaty” 5 grudnia 1909 roku podjęło decyzję o jej samorozwiązaniu. W rzeczywistości Towarzystwo powróciło do działalności konspiracyjnej.
Od 1909 roku nastąpiło znaczne nasilenie walki przeciwko polskiemu nielegalnemu nauczaniu. Działania te okazały się skuteczne i doprowadziły do ograniczenia zasięgu polskiej oświaty. Aby zmniejszyć niebezpieczeństwo wykrycia tajnych szkółek, w 1911 roku kierownictwo „Oświaty” poleciło, aby tajne komplety liczyły najwyżej czworo dzieci. Ograniczyło to znacznie liczbę uczniów, lecz spowodowało też powstanie większej liczby szkółek i mocniej zaangażowało w polską oświatę mińskie mieszczaństwo.

## Zakończenie działalności
Pod wpływem zwiększonej aktywności rosyjskich władz działalność „Oświaty” stopniowo wygasała. Jeszcze w październiku 1911 roku policja otrzymywała donosy, że Mieczysław Porowski wraz z księdzem Kazimierzem Bukrabą organizują nielegalne polskie szkolnictwo w Mińsku. Każdego roku organizowano też nielegalne zjazdy polskich nauczycieli. Sytuacja zmieniła się dopiero w 1917 roku. Liberalizacja w oświacie, która nastąpiła w wyniku rewolucji lutowej, pozwoliła ponownie podjąć legalną działalność na tym polu. 20 kwietnia (3 maja) 1917 roku została powołana do życia Polska Macierz Szkolna Ziemi Mińskiej, do której zarządu weszli m.in. twórcy i czołowi działacze dawnej „Oświaty”: Mieczysław Porowski, Michalina Łęska i Zygmunt Węcławowicz.